# Europäisches Olympisches Winter-Jugendfestival 2009
Das Europäische Olympische Winter-Jugendfestival 2009 (European Youth Winter Olympic Festival 2009) fand vom 15. bis 20. Februar 2009 in Bielsko-Biała, Cieszyn, Szczyrk, Tychy und Wisła (Polen) statt. Es war die neunte Winter-Auflage des Europäischen Olympischen Jugendfestivals, einer alle zwei Jahre stattfindenden Multisportveranstaltung für junge Sportler aus Europa. Erfolgreichste Nation war Deutschland mit 15 gewonnenen Medaillen. Da jedoch Russland eine Goldmedaille mehr gewann, belegte Deutschland nur Rang zwei im Medaillenspiegel.

## Sportarten
Es wurden 31 Wettbewerbe in 9 Sportarten ausgetragen:
| - Biathlon - Curling - Eiskunstlauf - Eishockey - Nordische Kombination | - Ski Alpin - Skilanglauf - Skispringen - Snowboard |

## Sportstätten

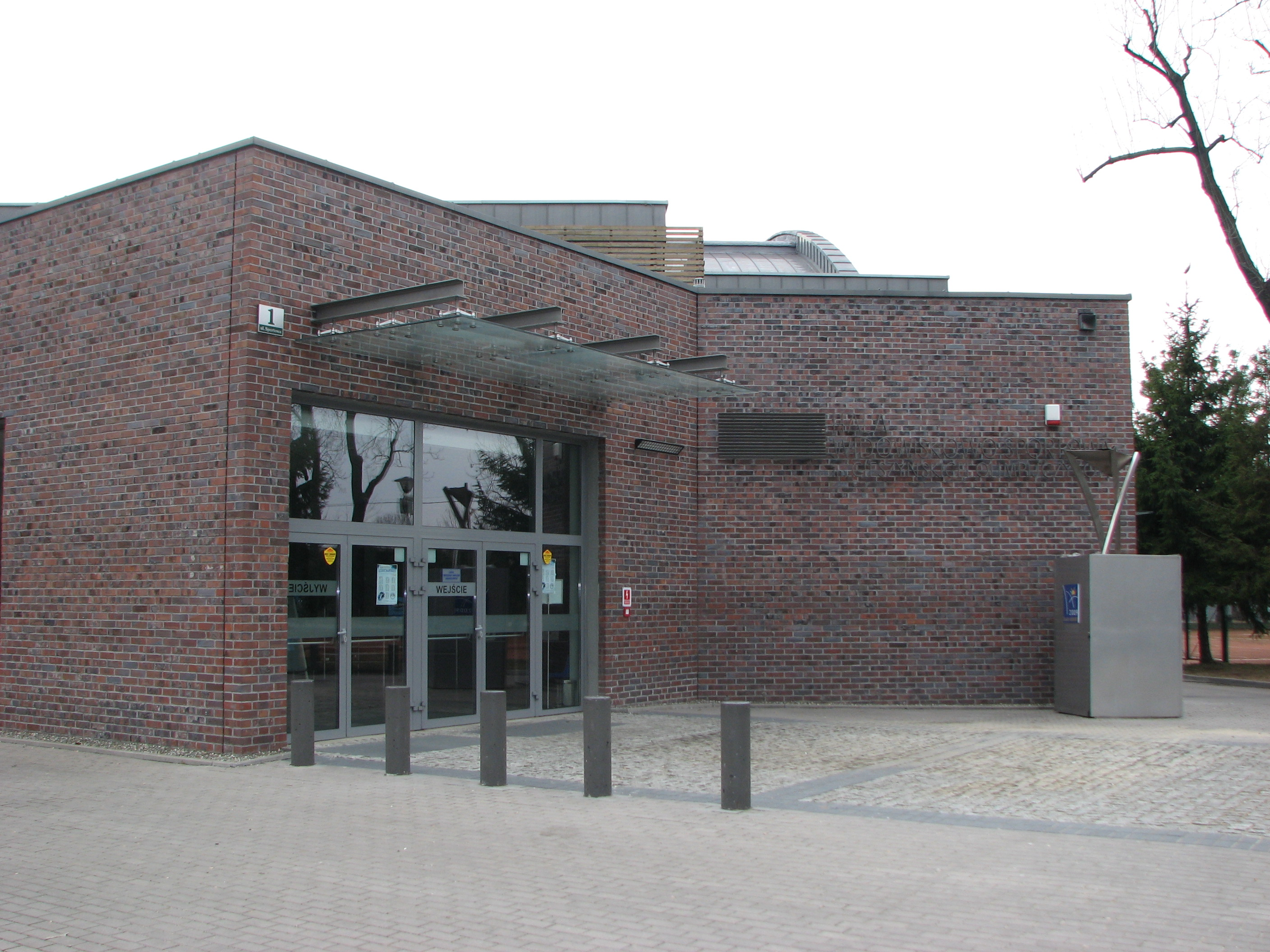
Sporthalle Cieszyn - Austragungsort der Curling-Wettbewerbe

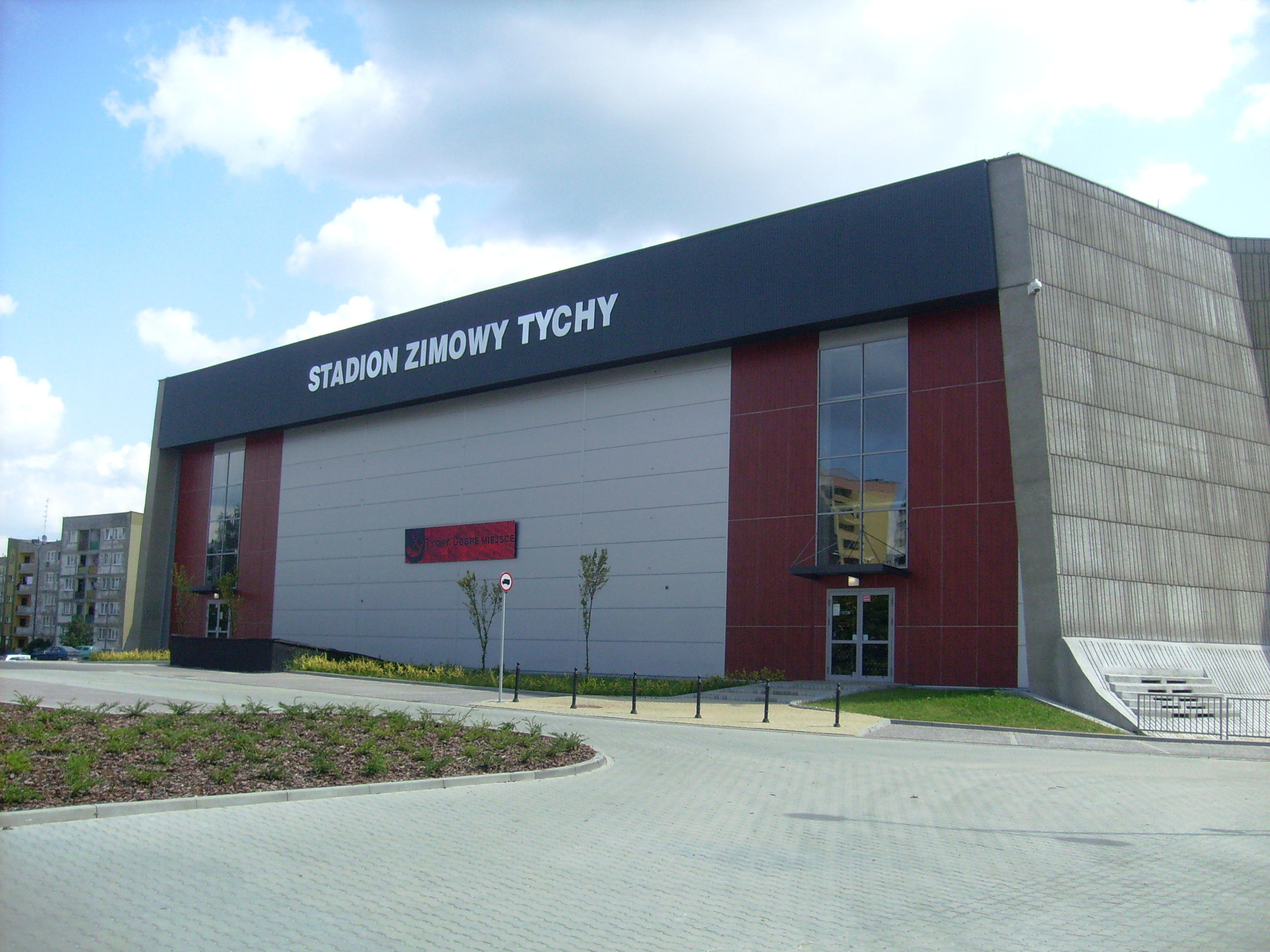
Stadion Zimowy w Tychach in Tychy - Austragungsort der Eishockey-Wettbewerbe

Die Sportwettbewerbe wurden großteils in bereits bestehenden Anlagen und Sportstätten durchgeführt:
- Bielsko-Biała
  - Hala curlingowa przy ul. Filarowej (Curling)
- Cieszyn
  - Hala wielofunkcyjna przy Alei Piastowskiej (Eiskunstlauf)
- Szczyrk
  - Skalite-Schanzen (Skispringen & Nordische Kombination)
  - Skrzyczne (Ski Alpin)
  - Juliany & Golgota (Snowboard)
- Tychy
  - Stadion Zimowy w Tychach (Eishockey)
- Wisła
  - Stadion Zimowy Kubalonka (Biathlon und Skilanglauf)

## Medaillenspiegel
| Platz  | Mannschaft             | Gold | Silber | Bronze | Gesamt |
| ------ | ---------------------- | ---- | ------ | ------ | ------ |
| 1      | Russland               | 5    | 2      | 4      | 11     |
| 2      | Deutschland            | 4    | 7      | 4      | 15     |
| 3      | Österreich             | 4    | 4      | 1      | 9      |
| 4      | Finnland               | 4    | –      | 2      | 6      |
| 5      | Norwegen               | 3    | 4      | 6      | 13     |
| 6      | Schweiz                | 3    | 3      | 5      | 11     |
| 7      | Schweden               | 2    | 3      | 1      | 6      |
| 8      | Slowenien              | 2    | –      | 2      | 4      |
| 9      | Polen                  | 1    | 2      | 1      | 4      |
| 10     | Frankreich             | 1    | 1      | 2      | 4      |
| 11     | Vereinigtes Königreich | 1    | 1      | –      | 2      |
| 11     | Ukraine                | 1    | 1      | –      | 2      |
| 13     | Estland                | 1    | –      | –      | 1      |
| 14     | Tschechien             | –    | 1      | 1      | 2      |
| 15     | Bulgarien              | –    | 1      | –      | 1      |
| 16     | Dänemark               | –    | –      | 1      | 1      |
| 16     | Lettland               | –    | –      | 1      | 1      |
| Gesamt | Gesamt                 | 31   | 31     | 31     | 93     |